# Uman rajon
Uman rajon (ukrainsk: Уманський район, tr. Umanskyj rajon) er en af 4 rajoner (distrikt) i Tjerkasy oblast (region) i Ukraine, hvor Uman rajon er beliggende i den sydøstlige del af oblastet omkring byen Uman.
Rajonen har et areal på 4.527 km2
og et indbyggertal på 257.500 (2020) indbyggere. Det administrative centrum er byen Uman.